# Faujasia (zee-egel)
Faujasia is een geslacht van uitgestorven zee-egels, en het typegeslacht van de familie Faujasiidae. Vertegenwoordigers van dit geslacht zijn slechts als fossiel bekend. De wetenschappelijke naam kreeg het geslacht van Alcide d'Orbigny in 1855. Het geslacht werd vernoemd naar Barthélemy Faujas de Saint-Fond. Die had in 1799 verslag gedaan van een Echinites uit Maastricht, die door D'Orbigny als eerste soort in het geslacht werd geplaatst onder de naam Faujasia apicalis.

## Soorten
- Faujasia apicalis (Desor, 1847) †
- Faujasia araripensis Beurlen, 1966 †
- Faujasia chelonium Cooke, 1953 †
- Faujasia eccentripora Lees, 1928 †
- Faujasia praeacutus Egorov, 1969 †
- Faujasia rancheriana Cooke, 1955 †
- Faujasia transversus Smiser, 1935 †